# 브루노 바우어

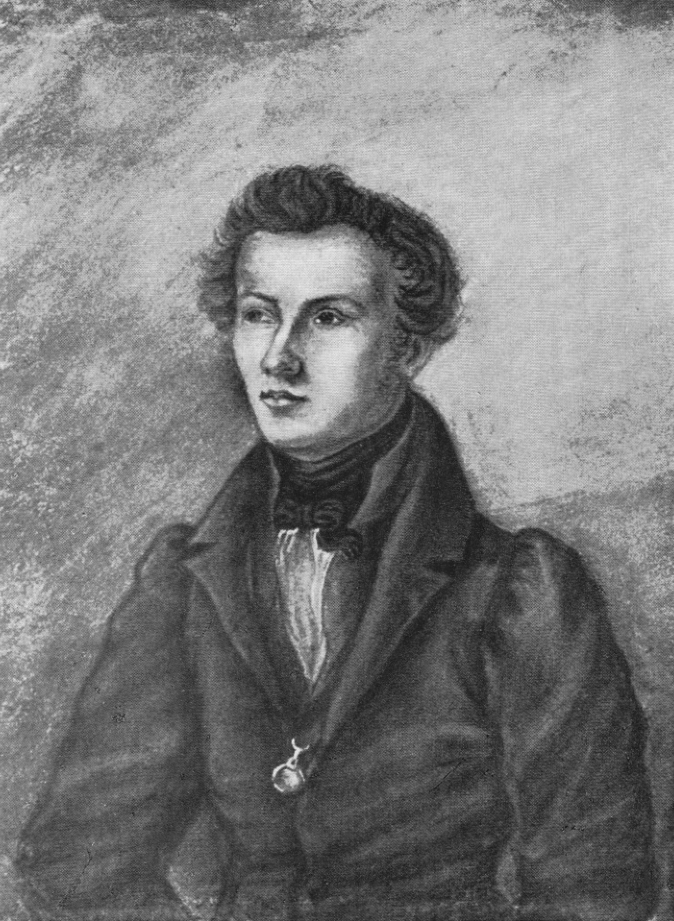
브루노 바우어

브루노 바우어(Bruno Bauer, 1809년 9월 6일 ~ 1882년 4월 13일, 문화어: 브루노 바우에르)는 독일 출신의 신학자이자, 철학자이자, 역사학자이다. 그는 청년 헤겔파(헤겔 좌파)의 대표적인 존재로서, 날카로운 관점으로 많은 저작을 썼고, 청년 헤겔파의 주도적 역할을 해낸 인물이다. 젊은 시절의 카를 마르크스도 바우어의 영향 아래에서 헤겔 철학을 배웠다. 유일자 사상을 전개한 막스 슈티르너와의 관계, 그리고 무신론적인 사상, 국가와 종교의 분리, 유럽 세계가 붕괴할 것이라는 예언은, 프리드리히 니체의 사상과 맞닿아 있다고 생각된다. 동생인 에드가 바우어 또한 청년 헤겔파를 대표하는 사상가이다.

## 헤겔 학도
바우어는 작센에서 도자기 채색 장인의 장남으로 태어났다. 그는 성직자가 되기 위해 베를린 대학교에 진학했다. 당시, 그는 독일에서 열풍을 일으키고 있던 철학자 헤겔의 강의를 듣는다. 20세에는 칸트의 미학론에 관한 논문을 집필하고, 헤겔의 절찬을 받는다. 헤겔은 1831년 세상을 뜨지만, 바우어는 1834년 학위 취득과 동시에 신학부 강사로서 교단에 선다. 이 무렵에는 "충실한 헤겔 학도 (즉, 노(老) 헤겔파)"로서, 헤겔 철학에 대해 강의를 하기도 하고, 마르하이네케 등과 함께 헤겔의 종교철학을 편찬하기도 했다.

## 헤겔 좌파

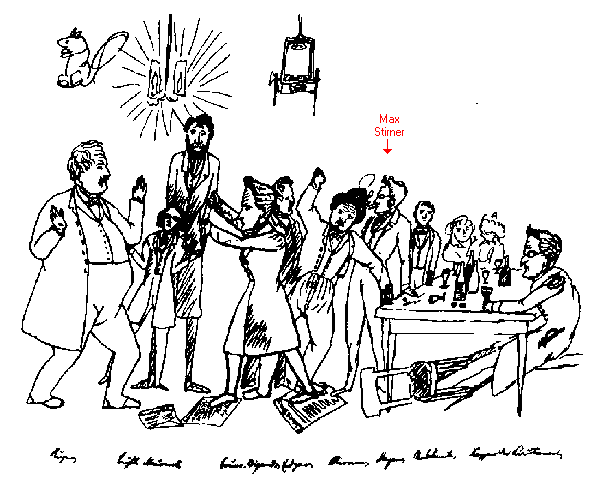
엥겔스가 그린 풍자화.
아놀드 루게(왼쪽 끝)에게 양손을 벌리고 반박하고 있는 인물이 브루노이다.

1839년에는 본 대학으로 이적한 후에는 사강사(私講師)로서 강의했으며, 1840년에는 "요한의 복음사(史) 비판"(Kritik der evangelischen Geschichte des Johannes)을, 1841년에는 "공관복음의 복음사 비판"(Kritik der evangelischen Geschichte der Synoptiker)을 발표했다. 이때부터 바우어는 헤겔 우파에서 결별하고 헤겔 좌파로 입장을 바꾼다. 이 책에서 바우어는, 같은 헤겔 좌파 다비드 슈트라우스가 "예수의 생애"(1835년)에서 복음을 '신화'라고 하는 입장을 더 진행시켜, 기독교 복음의 내용은 공관복음 사가(즉, 마태오, 마르코, 루카)가 의한 자기 의식(혹은 헤겔에서 말하는 '주체적 정신')에 따라 '창작'한 결과라고 했다. 즉, 바우어는 슈트라우스의 입장보다도 더욱 기독교를 인간 주체의 산물로 간주했다고 할 수 있다. 이 초월적인 하나님의 부정과 인간주의적 입장에 기반한 저작으로 인해 바우어는 대학에서 쫓겨나게 된다.
바우어는 "무신론자이자 반(反)기독교인인 헤겔에 대한 최후 심판의 나팔"(1842년)과 "폭로된 기독교"(1843년)에서 무신론적 입장을 더욱 표명했다. 또한 베를린의 헤겔 좌파들로 구성된 그룹 "프라이엔"의 대표적인 인물이 되어, 포이에르바하나 슈티르너 등과 함께 당시의 국가, 정치, 종교에 대한 이야기를 나눴다.

## 보수적인 문화철학자
슈티르너는 헤겔이 말하는 절대 정신을 자아가 소유하는 것으로 파악하여, 유일자로서의 자아의 철학을 전개했다. 이에 반해 바우어는 헤겔이 말하는 절대 정신은 '보편적 자기 의식'이기 때문에 그 획득을 주장했지만, 기독교가 그것을 방해한다고 파악하고, 국가와 종교의 분리를 주장했다. 반체제 운동이 목소리를 높이고 있던 시기, 1848년에 3월 혁명이 일어 났을 때, 바우어는 이 보편적 자기 의식의 구체화를 고집하여, 어설픈 보편적 자기 의식을 가지고 반체제 운동에 참여하는 사람을 '대중'이라고 부르며 이를 통렬히 비판했다. 이 무렵에 헤겔 좌파는 사실상 소멸하여, 바우어는 정치적, 역사적 저작 활동을 활발하게 한다. 헤르만 바그너의 '국가·사회 사전'의 편찬에 협력하고, '러시아와 게르만'(1853년), '러시아와 영국'(1854년) 등을 집필하였다. 만년에는 '비스마르크 시대를 위한 지침서' 등을 저술하여, 유럽 세계의 붕괴라는 인식을 나타냈다. 이런 후기 바우어는 헤겔 좌파적인 초기 바우어에 비해 보수적인 문화 철학자였다고도 해석될 수 있다.